# اومان، چوک
یک منطقه شهرداری در ایالت چوک، ایالات فدرال میکرونزی است که جزیره اومان و آب‌سنگ حلقوی کوئوپ را در بر می‌گیرد.